# Phaonia asiatica
Phaonia asiatica är en tvåvingeart som beskrevs av Willi Hennig 1963. Phaonia asiatica ingår i släktet Phaonia och familjen husflugor. Inga underarter finns listade i Catalogue of Life.